# プラズマディスプレイ

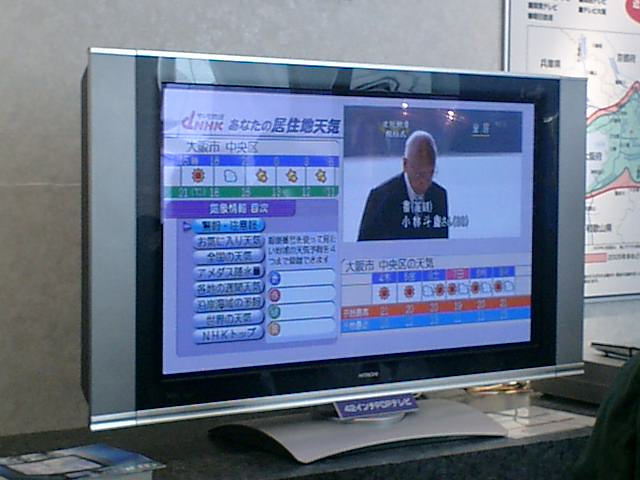
日立製作所製42型PDPTV

プラズマディスプレイ (PDP, Plasma Display Panel) は、放電による発光を利用した平面型表示素子の一種である。電極を表面に形成したガラス板と、電極および、微小な溝を表面に形成し、溝内に赤、緑、青の蛍光体層を形成したガラス板とを狭い間隔で対向させて貴ガスを封入し、この電極間に電圧をかけることによって、紫外線を発生させ、蛍光体を光らせて表示を行っている。

## 特徴
利点として、自発光型のディスプレイで視野角が広い、比較的簡単な構造のため大型化が容易、応答速度が速い、色純度がよい、という点が挙げられる。また欠点として、明るい部屋でのコントラストが低く画面が暗い、ガラスパネルの光反射、擬似輪郭が発生する、焼き付きが起きる可能性がある、ディスプレイの発熱量が多く液晶よりも電力量が高い、高精細化が困難、という点が挙げられる。詳細はプラズマテレビを参照のこと。

## 開発の歴史

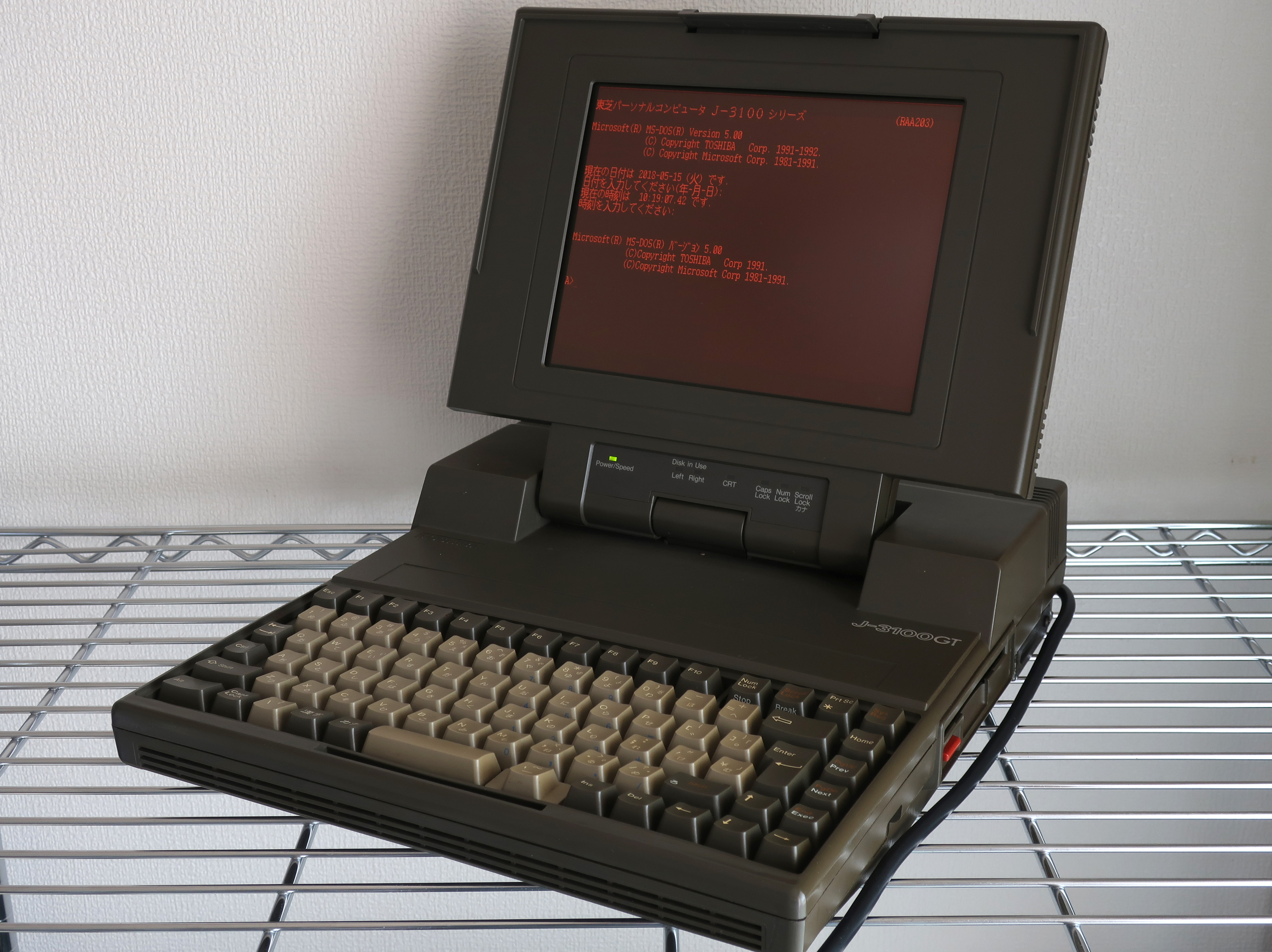
1987年に発売された東芝製ラップトップPC（PDPは松下製）

プラズマによる画像の表示に関してはハンガリーからイギリスに亡命したカルマン・ティファニが1936年に基本的な原理を開発し特許を取得していたが、1964年にアメリカ合衆国のイリノイ大学でドナルド・L・ビッツァーとH・ジーン・スロットフにより実用的な機構が公表された。実用化当初はネオンガスの放電による橙色発光によるモノクロの表示装置として、オーウェンズ・イリノイ社（1970年代初頭）、IBM社（1983年）、Photonics Imaging社や岡谷電機により商品化され、主として情報表示用ディスプレイに用いられた。
1980年代にはラップトップパソコンの表示部に用いられたことがある。これはまだ液晶ディスプレイもモノクロ表示のみで、コントラストや応答性が悪かったため、これに代わるものとして注目された。しかしその後のTFTカラー液晶の普及とともにこのような用途での利用は少なくなった。
1980年代にNHK放送技術研究所ではカラーPDPの研究開発を進め、毎年春の公開展示で展示していた。イリノイ大の方式は電極表面に誘電体を挟んだAC駆動方式であったが、NHKは電極を直接ガスに触れさせるDC駆動方式が輝度および動画性能に優れるとして採用していた。
その後の1989年に、フルカラー動画が可能なカラーPDPを富士通が開発・発表した。21インチサイズで、電極構造と駆動方式を独自に改良したAC駆動方式であり、かつ高輝度なものであった。その後、日立製作所・NEC・パイオニアなど多くの会社がAC方式で追随した。
富士通が1996年に世界初となる42インチフルカラーPDP、1997年11月に民生用42型ワイドプラズマテレビを開発し、同年12月にパイオニア（ホームAV事業部、現：オンキヨー&パイオニア）が50型としては世界初の民生用プラズマテレビを発売し、各社とも次世代の大画面の平面テレビとして、デジタルテレビジョン放送・HDTV放送に対応させようと開発競争を開始した。初期のPDPテレビは40インチ程度で市販価格100万円を超える高価な製品で、各社とも「1インチ当たり1万円」を目標にコストダウンに力をいれた。

## 韓国メーカーとの特許紛争
PDPの特許侵害で日本企業と韓国企業とが相互に訴えるケースが多々あった。
- 2004年4月6日には富士通が韓国のサムスン電子に対して特許侵害で提訴した。（現在は和解済み）
- 2004年11月1日には松下電器産業（現：パナソニック）が韓国のLG電子に対して、アルミシャーシとパネルを接着する熱伝導シートの特許侵害で提訴、LG製パネルの輸入差し止めを申し立てた。これに対しLG側も11月3日には松下を逆提訴、韓国への松下製パネルの輸入差し止めを求めた。

2005年4月4日、LG電子と松下電器産業のPDP特許訴訟は和解により法的申立を互いにすべて取り下ることで基本合意し、その和解に当たってPDP、PC、DVD規格の特許をクロスライセンスすることとした。また、PDP以外の分野での継続的な協力体制を確認し、あわせて、協力テーマ拡大の可能性についても検討すべく、協業検討委員会を設置するとした。

## 大型化
技術展示会などにおけるプラズマディスプレイの大型化競争はサムスン電子とLG電子が主に争っていたが、松下電器産業（現パナソニック）が2006年のCESで世界最大となる103V型を発表しこの競争に参戦した。実際にコンシューマー向けに発売されたディスプレイとしては2006年から2010年に発売されたパナソニックの103V型テレビが最大であった。パナソニックは2008年1月7日には世界最大の150インチのプラズマテレビを発表したが、2010年5月以降とされた発売時期にはプラズマ市場が衰退していたため2010年7月に152型を業務用に発売するにとどまり、製造を担当する尼崎工場も閉鎖された。
2009年、篠田プラズマは3m×2m大のプラズマ・チューブ・アレイを試作し公開した。画素ピッチ3.2mm×2.75mmのものが960×720個並び、消費電力は平均800W、最大で1,200Wとなる。しかし富士通のプラズマ部門が独立して設立された同社の技術も日の目を見ることなく、2013年11月19日に事業を停止した。

## 衰退

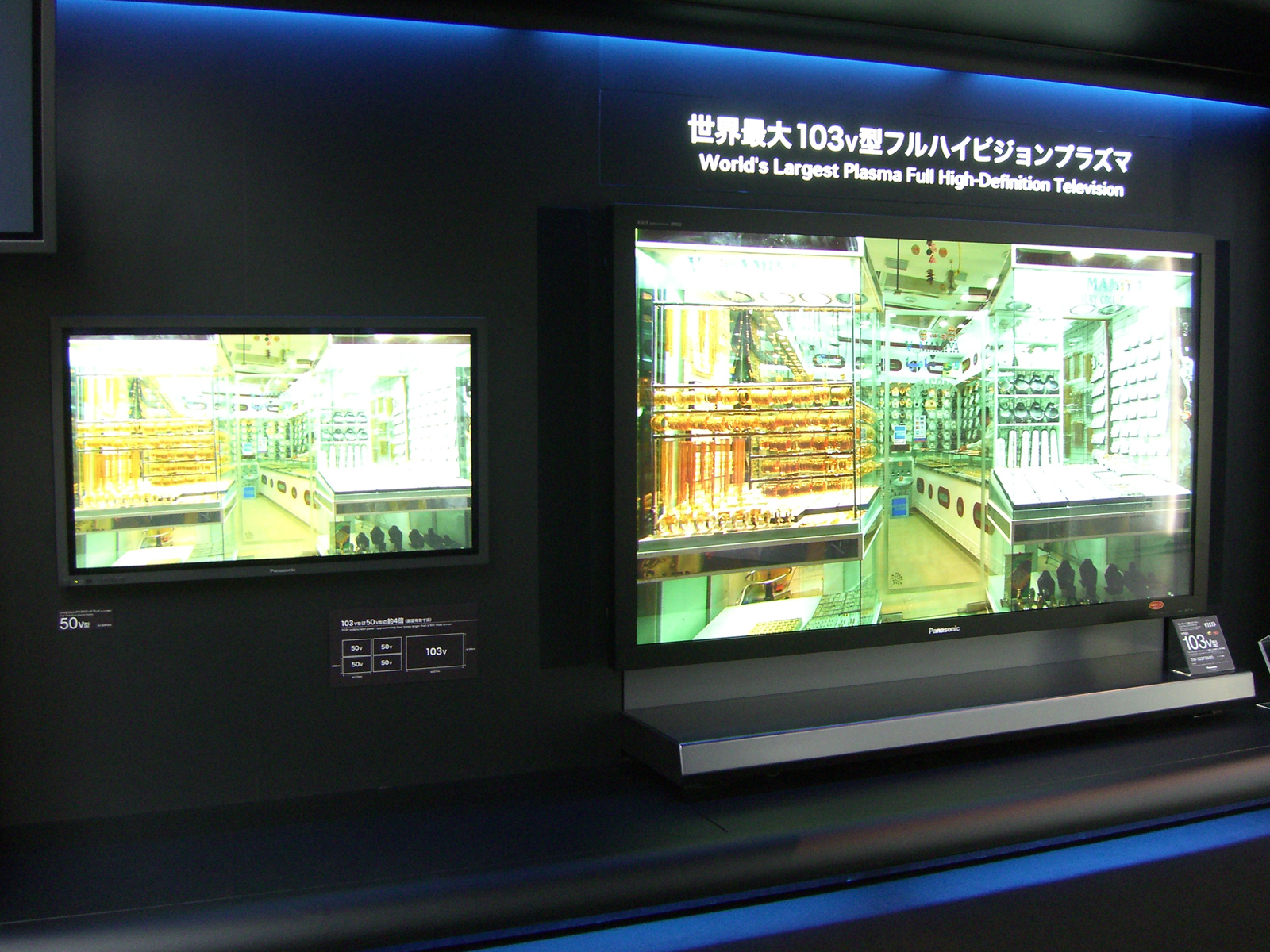
パナソニック製103V型フルHDプラズマテレビ（右）。左は50V型。

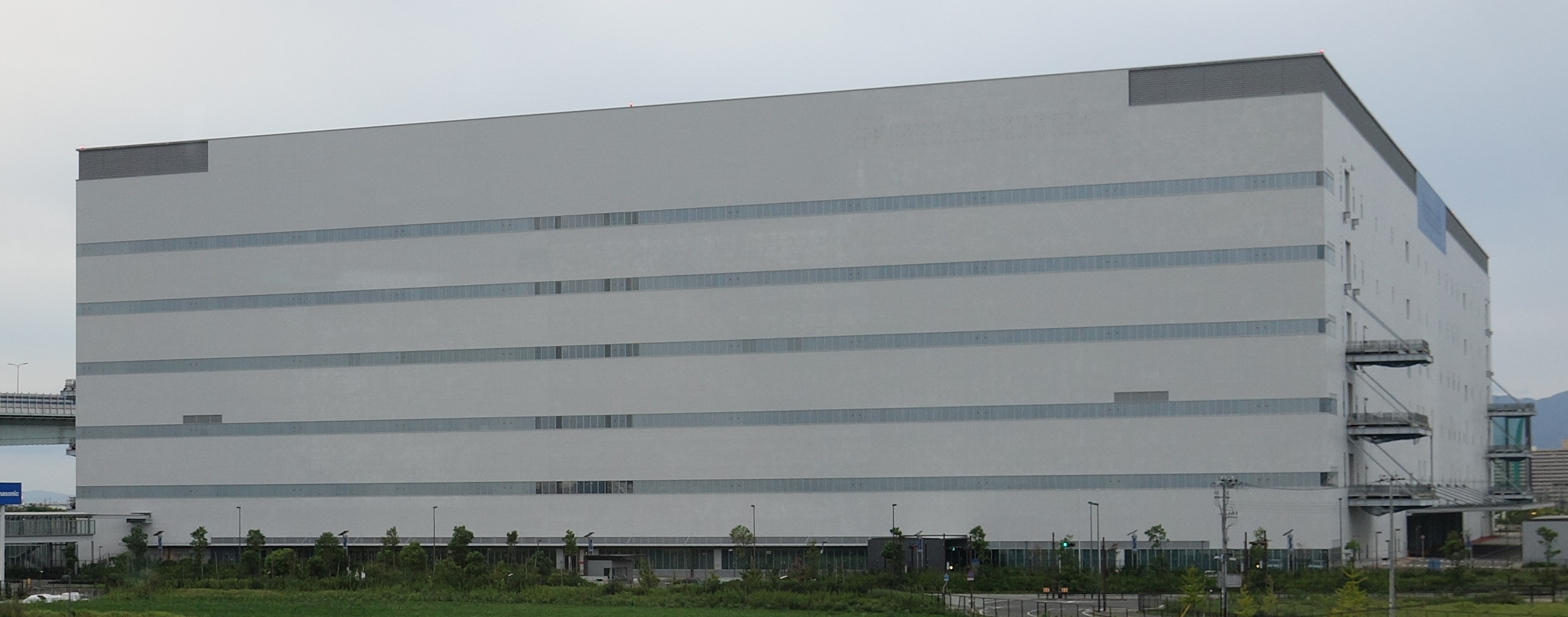
売却に向けて右側面のロゴが消された、旧尼崎工場

ディスプレイの主流が、ブラウン管から薄型ディスプレイに切り替わる2000年代後半の一時期において、薄型テレビの覇権を液晶と争ったプラズマテレビは、液晶ディスプレイの大型化・薄型化・省エネ化・画質向上など、技術革新と大量生産による低価格化に押されて、2008年ごろをピークに年々世界シェアを落とした。米調査会社ディスプレイサーチが発表した2012年第2四半期の世界の方式別テレビ出荷台数とシェアは、液晶テレビが約4412万台で約85.5%、ブラウン管テレビが約435万台で約8.4%であり、プラズマテレビは約315万台で約6.1%にすぎなかった。なお、2010年のプラズマテレビ用パネルの出荷台数シェアは、パナソニック プラズマディスプレイが40.7%で1位、サムスンSDIが33.7%で2位、LG電子が23.3%で3位であった。
また液晶テレビの低価格化とシェア拡大や日韓の電機企業の値下げ合戦によってプラズマテレビも低価格化が進み、2005年には米国市場においての42型プラズマテレビの平均価格は3026ドル（約23万円）であったが、2010年には約6分の1の487ドルにまで値崩れするようになった。
それでも液晶テレビとのシェア差は拡大する一方であり、2014年には薄型テレビ市場におけるプラズマテレビの割合は2%まで低下。2014年までに日韓の主要メーカーは全て撤退を発表し、2014年10月31日、最後の一社となった中国の四川長虹（CHANGHONG）も生産を終了、これにてプラズマの時代は幕を閉じた。
パナソニック（パナソニック プラズマディスプレイ）
尼崎市にプラズマテレビの新工場を設立し、大幅に増産と拡販をしていく方針であったが、プラズマテレビのシェア縮小により、2011年に尼崎第3工場と第5工場でのプラズマディスプレイの生産を中止し第4工場に集約することを決定した。これにより42インチ換算で合計年間1380万台だったパネル生産能力は720万台に半減した。2013年10月8日、生産拠点の尼崎工場売却とともに生産停止が日本経済新聞で報道され、事実上国内大手最後のプラズマテレビの販売元であったパナソニックも生産撤退し、日本国内におけるプラズマテレビの時代の幕を閉じた。
その後、パナソニックプラズマディスプレイは、2016年11月に製造業では過去最高となる約5000億円の負債を抱えて倒産した。
プラズマテレビに参入した大手メーカーの中では、プラズマテレビの国内・国外ともに最大手として、プラズマディスプレイに社運をかけていたパナソニックは特に痛手が大きく、2014年12月には、中華人民共和国におけるテレビ受像器の生産そのものを停止するなど、テレビ事業が大幅に縮小することとなった。
日立製作所（日立プラズマディスプレイ）
2005年4月に合弁会社富士通日立プラズマディスプレイの富士通が所有する発行済株式の30.1%相当を取得し、子会社とし日立プラズマディスプレイ株式会社に商号変更した。2008年9月18日に年度内のプラズマディスプレイパネル生産からの撤退を発表した。その後も国内での回路の生産とプラズマテレビセットの組み立て、販売は継続していたが、2011年3月には完全に海外に生産を委託し、テレビ受像器の生産からは撤退することとなった。ただしブランドの維持・販売は継続し、パナソニックからのOEM供給を受けていた。
パイオニア（パイオニアプラズマ）
自社技術に加え、NECのPDP部門の子会社であったNECプラズマディスプレイを買収した。KUROがハイエンドユーザーから好評を博していたが、市場シェアの低下には抗えず、2008年3月には、年度内のプラズマディスプレイパネル生産からの撤退を発表した。これにより、中核技術者はパナソニック プラズマディスプレイに転籍させ、パイオニアは自社ブランドでのテレビセットの製造販売のみに専念することになった。しかし世界金融危機による世界経済の急激な落ち込みを受けて、2009年2月12日にパイオニアはディスプレイ事業からの撤退を発表した。
ソニー
プラズマテレビよりも、液晶テレビに注力していく方針に転換し、サムスン電子と合弁で設立したS-LCD（2012年合弁解消）の本格始動に併せてプラズマテレビの生産、販売から撤退した。
東芝
プラズマテレビの生産、販売から撤退し、SEDに注力していく方針に転換したが、2007年1月29日に製造販売会社SEDの全株式をキヤノンに売却し、SED事業からも撤退した。
シャープ
2001年に発売した「PZ-50BD3」と「PZ-43BD3」の2機種のみでプラズマテレビの生産、販売は終了した。
LG電子
需要の減少のため、2014年11月末にプラズマテレビから撤退。
サムスン電子（サムスンSDI）
2014年11月末に、プラズマテレビから撤退。

## 関連文献
- 別井圭一「PDPの動向」『日本画像学会誌』第40巻第4号、日本画像学会、2001年、373-379頁、doi:10.11370/isj.40.373。